# 鈴木正嗣
鈴木 正嗣（すずき まさつぐ、1961年 - ）は、日本の動物学者。岐阜大学応用生物科学部附属共同獣医学教育開発推進センター長。

## 人物
- 1961年生まれ[1]。
- 1985年帯広畜産大学 畜産学部 獣医学科卒、
- 1989年日本獣医生命科学大学 畜産学研究科 獣医学修了畜産学修士、
- 1989年 - 1995年北海道大学歯学部 助手、
- 1995年 - 1998年北海道大学歯学部 講師、
- 1998年 - 1999年北海道大学歯学部 助教授、
- 岐阜大学応用生物科学部教授[2]。
- 1994年3月「野生ニホンジカ(Cervus nippon)における不動化、成長および繁殖に関する研究」で北海道大学より博士（獣医学）の学位を取得[3]。

## 著書
- 和田一雄; 伊藤徹魯; 新妻昭夫; 羽山伸一; 鈴木正嗣 (1986), ゼニガタアザラシの生態と保護, 東海大学出版会, ISBN 4486009258
- Bookhout, Theodore A. 鈴木正嗣訳 (2001), 野生動物の研究と管理技術, 文永堂出版, ISBN 4830031859
- 羽山伸一; 三浦慎悟; 梶光一; 鈴木正嗣 (2012), 野生動物管理 : 理論と技術, 文永堂出版, ISBN 9784830032417
- 梶光一; 伊吾田宏正; 鈴木正嗣 (2013), 野生動物管理のための狩猟学, 朝倉書店, ISBN 9784254450286

## 論文
- 国立情報学研究所収録論文 国立情報学研究所

- 鈴木正嗣 (2012), “岐阜大学に岐阜県の寄附による「鳥獣対策研究部門」が新設されました(自治体の最前線から)”, ワイルドライフ・フォーラム (野生生物保護学会) 17 (1):  26-27
- 鈴木正嗣 (2010), “第16回野生生物保護学会・日本哺乳類学会2010年度合同大会”, 哺乳類科学 (The Mammal Society of Japan) 50 (2):  241-242
- 岡野司; 淺野玄; 鈴木正嗣 (2011), “全国の傷病鳥獣救護状況実態調査及びその課題の検討”, 日本獣医師会雑誌 (日本獣医師会) 64 (10):  759-764
- 中村幸子; 岡野司; 吉田洋; 松本歩; 村瀬豊; 加藤春喜; 小松武志; 淺野玄; 鈴木正嗣; 杉山誠; 坪田敏男 (2008), “ニホンツキノワグマ(Ursuus thibetanus japonicus)におけるBioelectrical impedance analysis(BIA)による体脂肪量測定(生理学)”, Japanese journal of zoo and wildlife medicine (日本野生動物医学会) 13 (1):  15-20
- 山内健生・高野愛・近藤誠司・秦寛・八代田千鶴・鈴木正嗣 (2013) 北海道南部のエゾシカから得たヒメシカシラミバエ. 日本生物地理学会会報, 68: 103-105[4].